# Chotouň (Chrášťany)
Chotouň je místní část obce Chrášťany v okrese Kolín. Nachází se zhruba dva kilometry východně od Chrášťan, sedm kilometrů východně od Českého Brodu a osmnáct kilometrů západně od Kolína; Chotouň je také název katastrálního území o rozloze 5,66 km².

## Historie
Archeologické nálezy kladou první osídlení na katastru Chotouně do doby bronzové.
Podle legendy se ve vsi kolem roku 970 narodil svatý Prokop. Kosmův pokračovatel Mnich sázavský o něm totiž v šedesátých letech 12. století napsal: „heremita Procopius nomine, natione Boemicus de villa Chotun“ (poustevník jménem Prokop, rodilý Čech ze vsi Chotouně).
Ve vsi stával blíže neznámý kostel. Z toho, že nebyl zasvěcen svatému Prokopovi, se zdá, že musel být postaven před rokem 1204, kdy byl svatý Prokop svatořečen. První písemná zmínka, týkající se přímo vesnice (Cothun), se nachází v listině olomouckého biskupa Bruna ze Schauenburka pro Havla z Lemberka, vydané roku 1249. V 18. století ve vsi byly lázně.

## Přírodní poměry
Chotouň má charakter zemědělské vsi. Rozkládá se v úrodné, rovinaté krajině Středolabské tabule s převahou zemědělsky využívané půdy. Na jihozápadě se nalézá pískovna s písníkem; u pískovny pramení Milčický potok.

## Obyvatelstvo
| Rok            | 1869 | 1880 | 1890 | 1900 | 1910 | 1921 | 1930 | 1950 | 1961 | 1970 | 1980 | 1991 | 2001 | 2011 | 2021 |
| -------------- | ---- | ---- | ---- | ---- | ---- | ---- | ---- | ---- | ---- | ---- | ---- | ---- | ---- | ---- | ---- |
| Počet obyvatel | 396  | 473  | 468  | 506  | 479  | 446  | 477  | 358  | 322  | 278  | 160  | 115  | 111  | 150  | 158  |
| Počet domů     | 45   | 53   | 54   | 66   | 65   | 69   | 91   | 97   | 85   | 78   | 62   | 72   | 76   | 76   | 76   |

## Pamětihodnosti

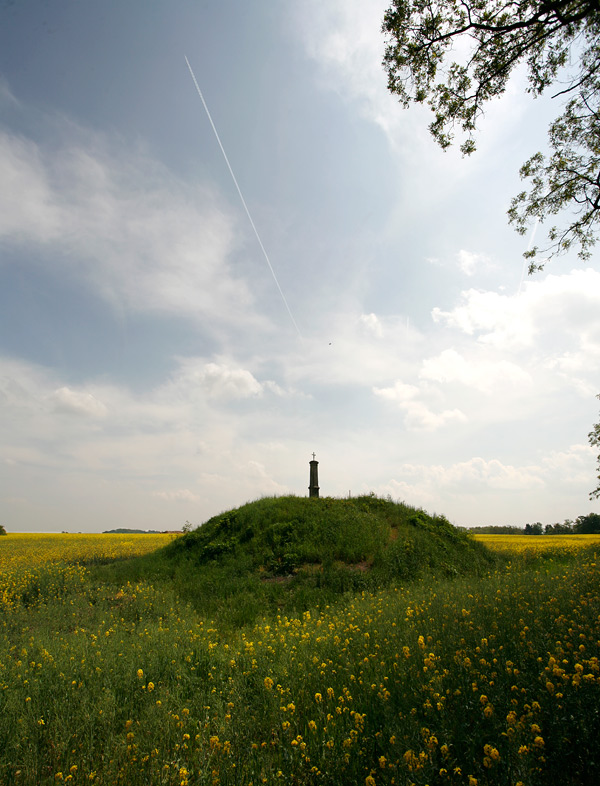
Mohyla v Chotouni

- Kostel svatého Prokopa v centru obce je barokní stavbou podle projektu Jana Blažeje Santiniho-Aichela.
- barokní socha svatého Prokopa
- mohyla v Chotouni z doby bronzové na ostrožně zvané „Homole“, spojovaná legendami se svatým Prokopem
- Čertova brázda končí na jihovýchodním okraji obce pod mohylou
- špýchar v čp. 8
- Výklenková kaple svatého Jana Nepomuckého
- Studánka Prokopka
- Památník po zbořeném kostelu svatého Petra a Pavla
- Lázně svatého Prokopa

Kromě zapsaných kulturních památek je ve vsi také větší počet hodnotných staveb lidové architektury.